# Bandō Shūka I
 (septembre 2016).
Bandō Shūka I est un nom japonais traditionnel ; le nom de famille (ou le nom d'école), Bandō, précède donc le prénom (ou le nom d'artiste).
Bandō Shūka I (初代 坂東 しうか, Shodai Bandō Shūka), né en 1813 - mort le 6 mars 1855, aussi connu sous le nom Bandō Tamasaburō I (初代 坂東 玉三郎, Shodai Bandō Tamasaburō), est un acteur japonais du théâtre kabuki et le premier dans la lignée à porter les deux noms de scène Shūka et Tamasaburō.

## Noms
Comme la plupart des acteurs kabuki et de nombreux artistes de l'époque, Shūka porte d'autres noms. Sa première apparition sur scène se fait sous le nom Bandō Tamanosuke, puis il prend le nom Bandō Tamasaburō tôt dans sa carrière puis plus tard celui de Shūka. Il reçoit après sa mort le nom posthume Bandō Mitsugorō V (五代目 坂東 三津五郎, Godaime Bandō Mitsugorō) et, en tant que membre de la guilde Yamatoya depuis toujours, pouvait aussi être appelé de ce nom (voir yagō).

## Lignée
Comme c'est le cas avec de nombreux acteurs kabuki, Shūka n'est biologiquement pas lié à la famille Bandō mais adopté par elle. Son père biologique, Tachibanaya Jisuke, est directeur comptable du théâtre Ichimura-za. Il est adopté très jeune par l'acteur Bandō Mitsugorō III qui l'élève pour en faire lui aussi un acteur. Le fils de Shūka est appelé Bandō Mitsugorō VI et son fils adopté est connu sous le nom Bandō Minosuke IV.

## Carrière
Adopté très jeune par Bandō Mitsugorō III qui lui donne le nom Tamanosuke, il fait ses débuts sur scène en 1824 à l'âge de onze ans et prend le nom Bandō Tamasaburō. Six ans plus tard, en 1830, après une tournée à Nagoya et dans la région environnante de Kamigata avec Bandō Hikosaburō IV, Tamasaburō et Hikosaburō s'installent à Osaka et commencent à se produire régulièrement au Naka no Shibai (théâtre central). Cependant, Mitsugorō meurt l'année suivante aussi Tamasaburō retourne-t-il peu après à Edo (Tokyo). En 1839, il prend le nom de poésie de son père (haimyō), Bandō Shūka, lors d'un shūmei (cérémonie d'appelation) au Ichimura-za.
Au cours de sa carrière, Shūka joue dans d'innombrables pièces de théâtre et est un célèbre onnagata (acteur spécialisé dans les rôles féminins) aux côtés de son partenaire tachiyaku (acteur de rôles masculins), Ichikawa Danjūrō VIII. En 1853, il commence à se produire au Kawarazaki-za. Sa dernière représentation se fait dans les rôles de Kaoyo Gozen et Okaru de la célèbre pièce Kanadehon Chūshingura en novembre de l'année suivante. Il reçoit à titre posthume le nom Bandō Mitsugorō d'après son père adoptif. Le même nom est porté par son propre fils adopté pendant la plus grande partie de sa carrière. En conséquence, les historiens d'art dramatique considèrent désormais Shūka et son fils adoptif comme les cinquième et sixième, respectivement, à être connus sous le nom Mitsugorō.

## Source de la traduction
- (en) Cet article est partiellement ou en totalité issu de l’article de Wikipédia en anglais intitulé « Bandō Shūka I » (voir la liste des auteurs).